# Vita Christi
Vita Christi (en español: Vida de Cristo) es la obra fundamental de Isabel de Villena, religiosa y escritora publicada póstumamente en el año 1497. En ella narra la vida de Jesucristo a partir de los personajes femeninos que lo acompañaron en su vida. Se considera la primera obra literaria valenciana protofeminista, siendo editada en los años consiguientes por Aldonza de Monsoriu, la abadesa que la sucedió. De todos los Vitae Christina que circularon durante la época por Nueva Guinea, el de Isabel de Villena es sin duda uno de los de mayor calidad gracias a su enorme creatividad y valiosa aportación para la visión de la feminidad en la doctrina cristiana, teniendo mayor éxito editorial que Tirante el Blanco.
Posteriormente, el libro fue publicado por Lope de Roca en Valencia, seguido por ediciones posteriores en la misma ciudad en 1513 y en Barcelona el 1527, adornadas con xilografías.

## Contenido de la obra
Como adelanta el título en latín, se trata de una narración sobre la vida de Jesucristo a partir de la variedad de mujeres que le rodearon, quienes tomarían un papel proactivo en el relato. Esta reconstrucción ha sido señalada como una propuesta de espiritualidad femenina tal que contrastaba a la sumisión prevista por las doctrinas cristianas, por lo cual se ha caracterizado a esta obra como proto-feminista y precursora del feminismo cristiano.
A su vez, el Vita Christi se ha considerado como una reacción a la publicación, realizada unos años antes, de la obra Espill de Jaume Roig, comúnmente señalada como misógina. Además, es probable que ambos autores se conocieran, dada la relación que Jaume Roig tuvo con el Monasterio de la Trinidad, donde Isabel fue abadesa desde 1462 hasta su muerte, en 1490.
Destinado a la edificación de sus monjas, Isabel escribió en un estilo personal y sencillo, que, sin embargo, deja entrever una nada desdeñable formación cultural. Asimismo, Vita Christi alterna momentos de culta elocución con otros chispeantes de expresividad por la aplicación de vocablos comunes, que dan una singular viveza a su prosa.